# Teichospora macrosperma
Teichospora macrosperma är en svampart som tillhör divisionen sporsäcksvampar, och som beskrevs av Karl Wilhelm Gottlieb Leopold Fuckel. Teichospora macrosperma ingår i släktet Teichospora, och familjen Teichosporaceae. Arten är reproducerande i Sverige.